# Machairophyllum albidum
Machairophyllum albidum es una especie de planta suculenta perteneciente a la familia Aizoaceae. Es originaria de Sudáfrica.

## Descripción
Es una pequeña planta suculenta perennifolia que alcanza un tamaño de 17 cm de altura y se encuentra a una altitud de 330 - 600 metros en Sudáfrica.

## Taxonomía
Machairophyllum albidum fue descrita por (L.) Schwantes, y publicado en Möller's Deutsche Gärtner-Zeitung 42: 187. 1927.
Sinonimia
- Mesembryanthemum albidum L. (1762) basónimo
- Machairophyllum cookii (L.Bolus) Schwantes
- Mesembryanthemum cookii L.Bolus (1925)[2][3]